# Smalbladig kalmia
Smalbladig kalmia (Kalmia angustifolia) är en ljungväxtart som beskrevs av Carl von Linné. Enligt Catalogue of Life ingår Smalbladig kalmia i släktet kalmior och familjen ljungväxter, men enligt Dyntaxa är tillhörigheten istället släktet kalmior och familjen ljungväxter. Arten förekommer tillfälligt i Sverige, men reproducerar sig inte.

## Underarter
Arten delas in i följande underarter:
- K. a. angustifolia
- K. a. carolina

## Bildgalleri

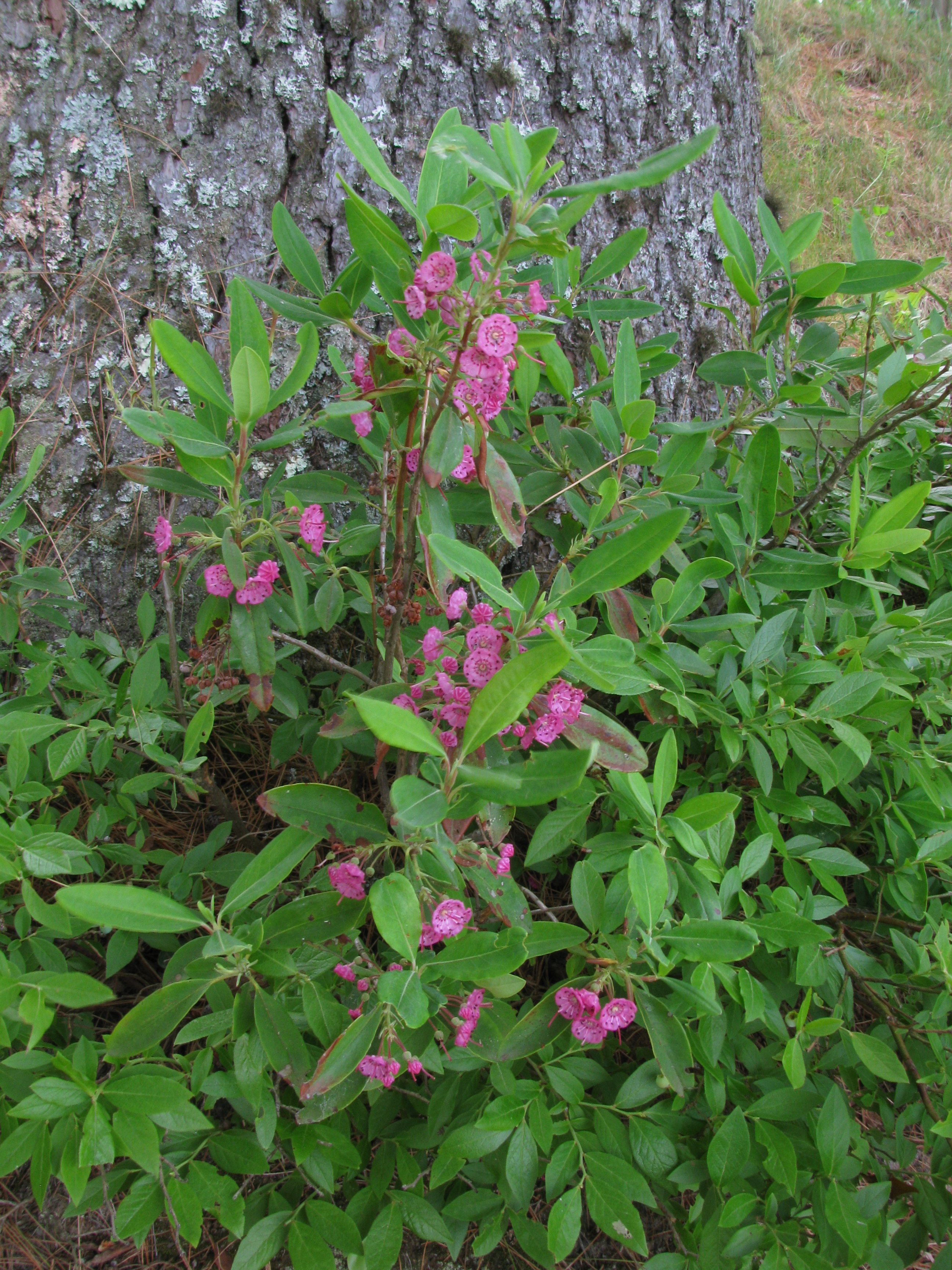
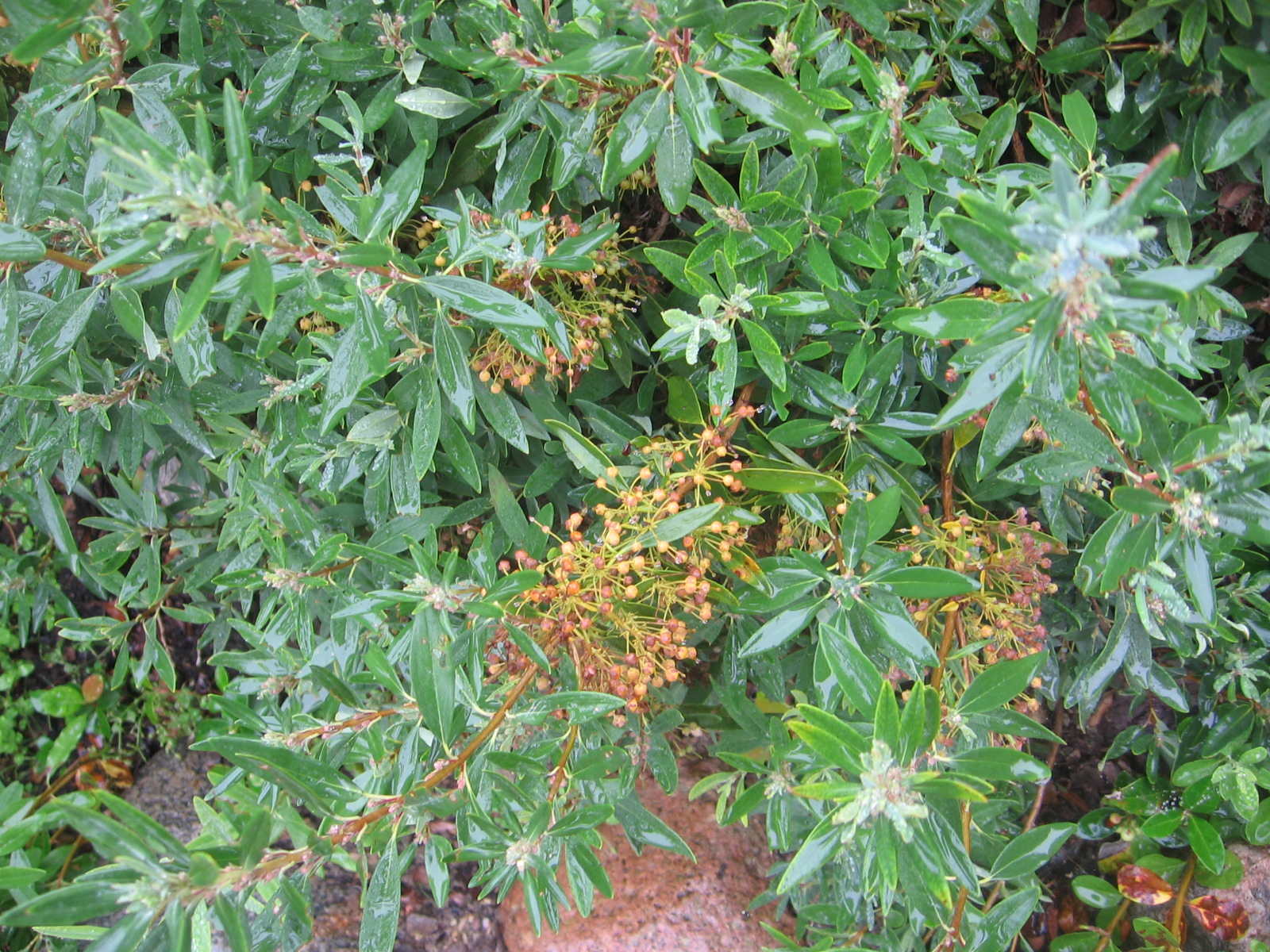
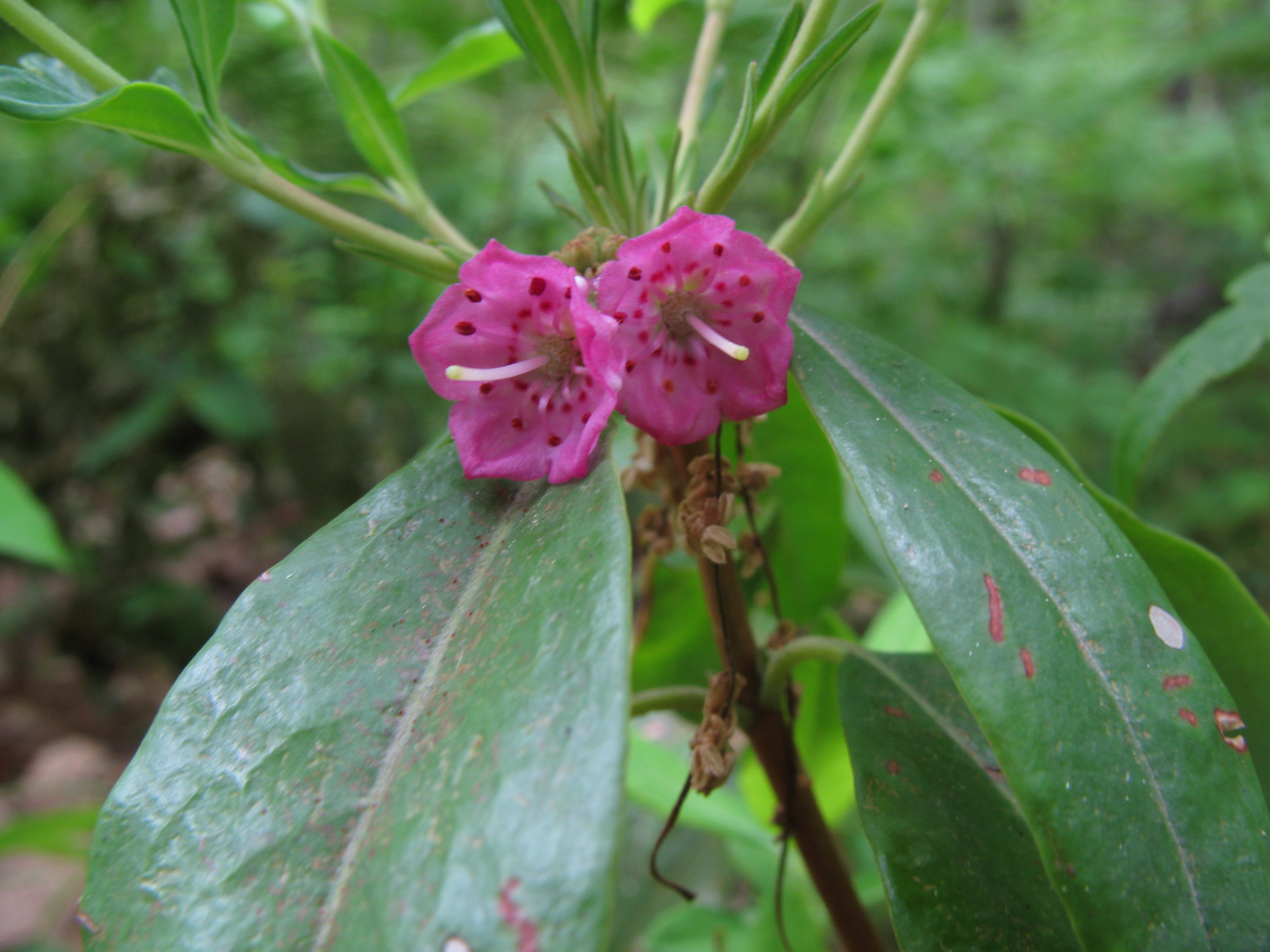
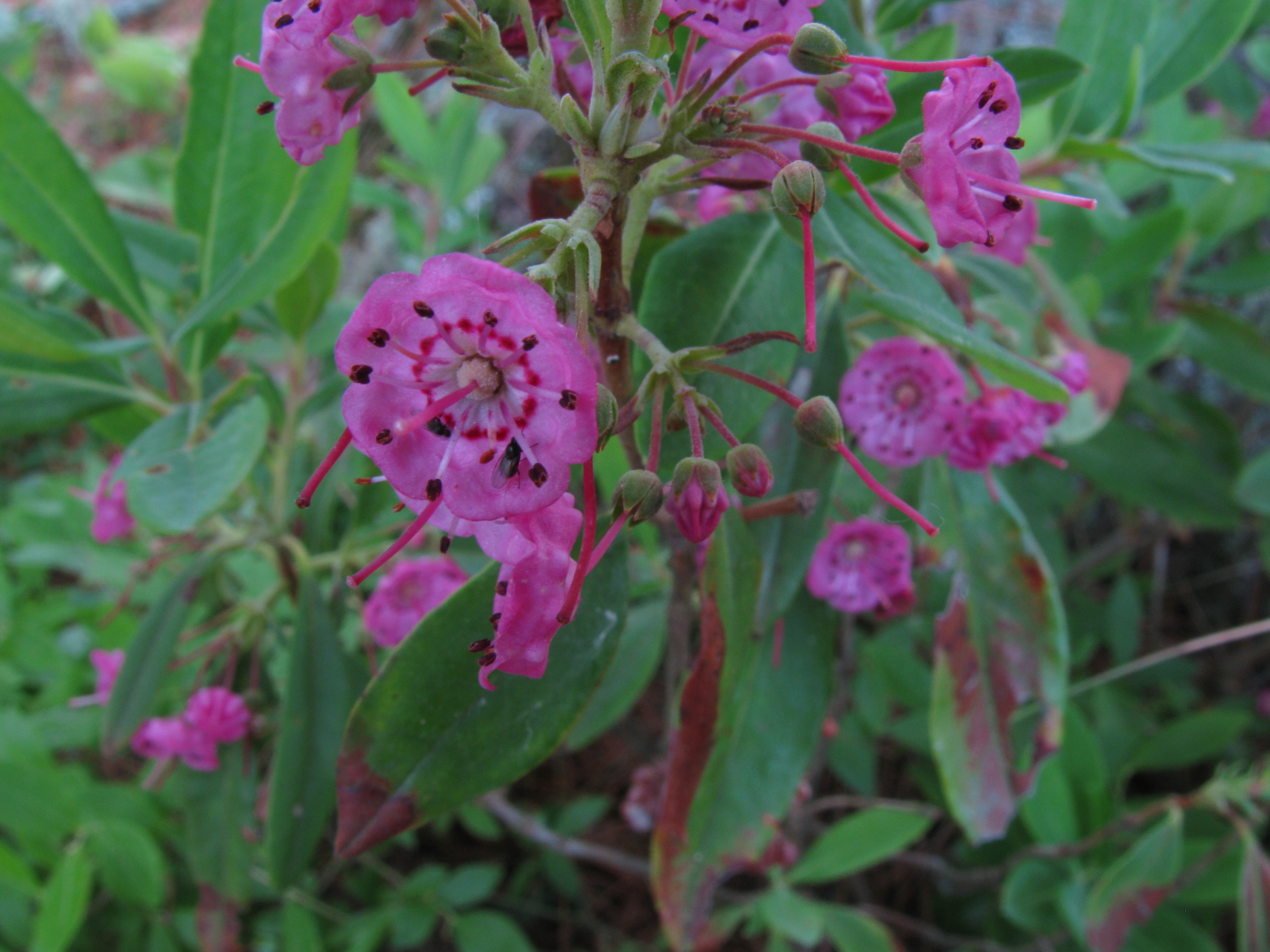
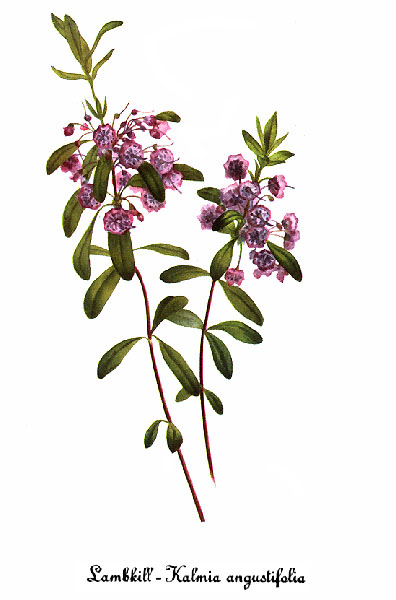
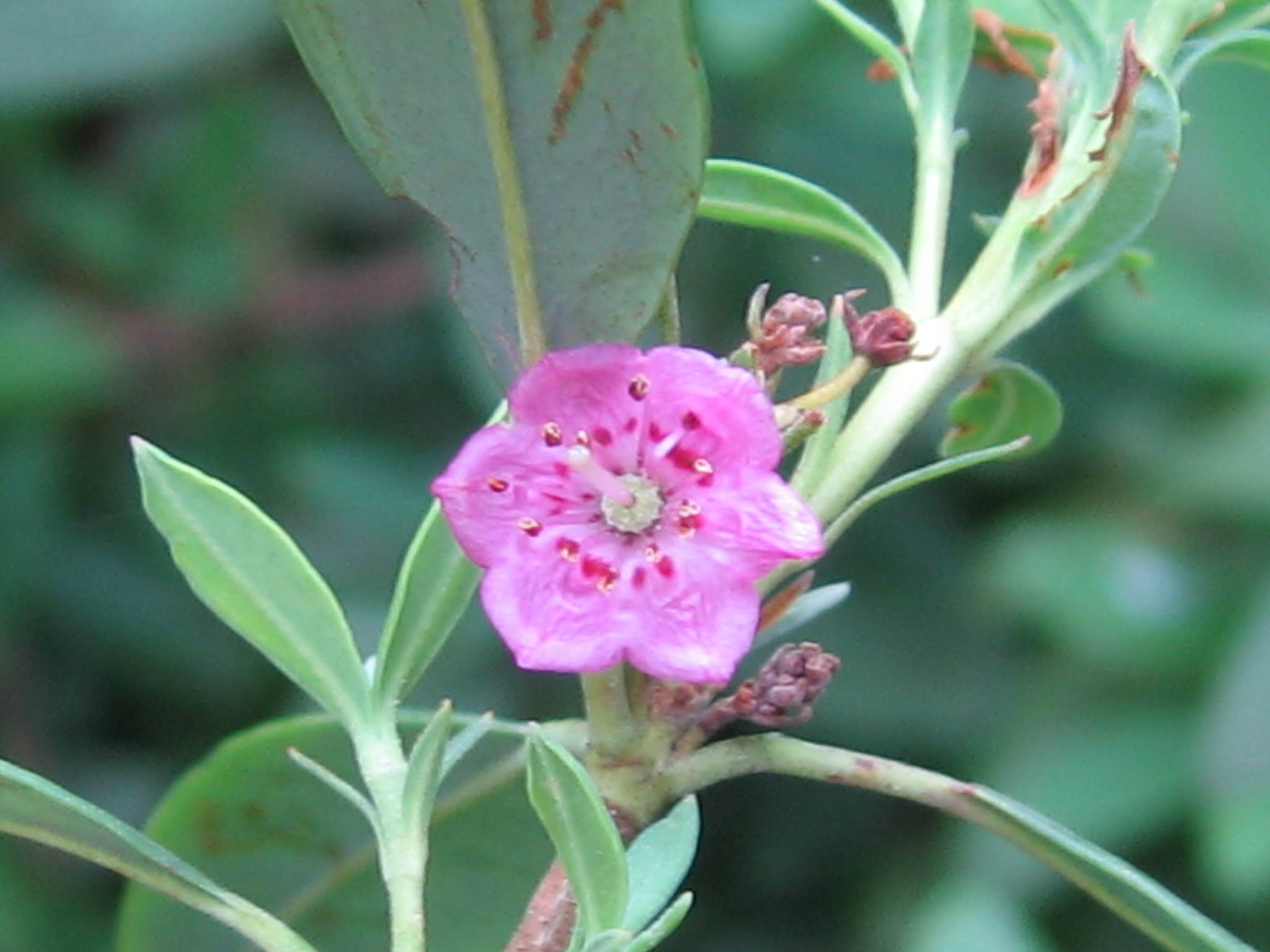